# Bartosz Piasecki
Bartosz Piasecki (Tczew, 29 de dezembro de 1986) é um esgrimista norueguês que conquistou a medalha de prata do torneio individual nas Olimpíadas de 2012, feito que marcou a conquista da primeira medalha olímpica de um norueguês na história da esgrima. Ele nasceu na Polônia e se mudou para a Noruega com sua família aos dois anos de idade. Seu pai, Mariusz Piasecki, também praticou esgrima, tendo conquistado 12 medalhas no Campeonato Polonês e representado o país em competições internacionais de espada. Em Oslo, Bartosz graduou-se em ciência da computação pela Universidade de Oslo e atuou como professor de matemática no ensino secundário. No ano de sua conquista olímpica, também foi agraciado com o prêmio Fearnley.

## Palmarès
Jogos Olímpicos
| Ano  | Local   | Evento            | Posição | Ref.  |
| ---- | ------- | ----------------- | ------- | ----- |
| 2012 | Londres | Espada individual | 2.ª     | [ 9 ] |

Jogos Europeus
| Ano  | Local | Evento            | Posição | Ref.   |
| ---- | ----- | ----------------- | ------- | ------ |
| 2015 | Bacu  | Espada individual | 3.ª     | [ 10 ] |